# شرکت پتروشیمی جم
شرکت پتروشیمی جم که به اختصار JPC نامیده می‌شود، بعنوان یکی از بزرگترین واحدهای تولید الفین در جهان، یکی از طرح‌های توسعه‌ای شرکت ملی صنایع پتروشیمی ایران در سال ۱۳۷۹ در منطقه ویژه پتروشیمی پارس در عسلویه بوده است که عمدتا به منظور تولید الفین‌ها و پلی اتیلن‌های سبک خطی و سنگین تاسیس شده است.

## موقعیت جغرافیایی
شرکت پتروشیمی جم، در زمینی به مساحت تقریبی ۷۷ هکتار، که ۴۱ هکتار آن از طریق خشک کردن دریا استحصال شده است در منطقه ویژه اقتصادی انرژی پارس قرار دارد. این منطقه بر اساس مجوز صادره از سوی شورای عالی مناطق آزاد به منظور بهره‌برداری از منابع هیدروکربنی حوزه پارس جنوبی و انجام فعالیت‌های اقتصادی در زمینه نفت و گاز و پتروشیمی تاسیس شده است. 

پتروشیمی جم در چارچوب برنامه سوم توسعه اقتصادی ایران به منظور بهره‌برداری اقتصادی‌تر از میدان گازی پارس‌جنوبی بعنوان یکی از پروژه‌های پتروشیمی برای اجرا در این ناحیه پیش‌بینی شده است. این شرکت که به عنوان طرح الفین دهم شناخته شده است، یکی از بزرگترین و مهمترین پروژه‌های پتروشیمی در منطقه است که محل استقرار آن در نقشه در مجاورت طرح‌های فازهای گازی و پتروشیمی مشخص شده است. سهولت دسترسی به خوراک، سوخت و مواد اولیه، استفاده از امکانات جاده‌ای و حمل و نقل دریایی، وجود فرودگاه، دسترسی به آب مورد نیاز و همچنین کمک به توسعه و عمران استان بوشهر به عنوان قطب صنعت پتروشیمی در کشور، و همچنین ایجاد ارزش افزوده و جلوگیری از سوزانیده شدن گازهای همراه نفت، ویژگی‌هایی است که انتخاب این مکان را برای احداث مجتمع‌های پتروشیمی بارز نموده و آن را به یکی از مبادی صادرات غیر نفتی کشور مبدل شده است.

## اهداف
پتروشیمی جم، اتخاذ تصمیم‌ها و اقدامات مسئولانه در قبال جامعه و محیط زيست و توجه متوازن به حقوق و انتظارات ذينفعان را از شرح وظایف خود قرار داده است. پتروشیمی جم، در مقطع كنونی، در مسیر تحقق كسب و كار مبتنی بر اخلاق، مسئول، پاسخگو و شفاف، در پنج حوزه متمرکز است. 

## سهامداران
شرکت پتروشیمی شامل هشت سهامدار عمده است. سرمایه گذاری صندوق بازنشستگی کشوری، صندوق بازنشستگی کشوری، شرکت سرمایه گذاری نفت، گاز و پتروشیمی تامین، شرکت کارگزاری سهام عدالت/ سرمایه گذاری استان‌ها، گروه سرمایه گذاری ایرانیان، موسسه صندوق بیمه اجتماعی روستاییان و عشایر، شرکت گروه مدیریت ارزش سرمایه صندوق ب کشوری و 10.09درصد نیز مربوط به سایر است که عمده سهامدارانِ پتروشیمی جم را تشکیل می‌دهند.

## هیئت مدیره
محمدسجاد سیاهکارزاده، رئیس هیئت مدیره، مهدی حکاک، عضو هیئت مدیره و محمدهاشم نجفی اردکانی، مدیر عامل و نائب رئیس هیئت مدیره پتروشیمی جم هستند که به ترتیب هر کدام از شرکت کاوشگران بازار سرمایه، شرکت نفت، گاز و پتروشمی تامین و صندوق بازنشستگی کشوری هستند. 

## واحدهای تولیدی
واحدهای تولیدی این شرکت شامل الفین، بوتادین، بوتن-۱، پلی اتیلن سبک خطی و واحد پلی اتیلن سنگین هستند. 

### الفین
واحد الفین پتروشیمی جم با ظرفیت تولید 1.320.000 تن اتیلن و 306 هزار تن پروپیلن در سال با مجموع کل محصولات برابر با 2.359000 تن در سال، یکی از بزرگترین واحدهای الفین در ایران و جهان است. در ساخت این واحد از تکنولوژی‌های روز استفاده شده و در انتخاب ظرفیت‌ها هم، مقیاس جهانی رعایت شده است.

### واحد بوتادین
واحد بوتادین پتروشیمی جم تحت لیسانس BASF آلمان و مهندسی اصولی شرکت LURGI و توسط مهندس تفصیلی ناموران، با ظرفیت تولید 115.000 تن در سال از نظر تولید، درجه خلوص و کیفیت محصول یک واحد نمونه در سطح ایران و جزء واحدهای مهم پتروشیمی جم به حساب می‌آید.

### واحد بوتن ۱
واحد بوتن-1 پتروشیمی جم تحت لیسانس شرکت AXENS و مهندسی اصولی شرکت نارگان با ظرفیت 100.000 تن درسال بزرگترین واحد تولید بوتن در ایران است که علاوه بر تأمین نیاز واحدهای پایین دستی مجتمع قابلیت تأمین نیاز سایر شرکتهای پلی الفینی ایران را دارا است همچنین بخش عمده تولید، برای صادرات به کشورهای مصرف کننده در نظر گرفته شده است.

### واحد پلی اتیلن سبک خطی
واحد LLDPE پتروشیمی جم تحت لیسانس BASELL و مهندسی اصولی شرکت TECNIMONT و تکنولوژی SPHERILENE طراحی و اجرا شده است این واحد با تولید سالانه 300.000 تن محصول، یکی از بزرگترین واحدهای پلیمری در ایران با امکان تولید پلی‌اتیلن سبک خطی و سنگین است. توانایی تولید بیش از 60 گرید متفاوت با کاربرد های مختلف است.

### واحد پلی اتیلن سنگین
واحد HDPE پتروشیمی جم تحت لیسانس شرکت LYONDELL BASELL و مهندسی اصولی KRUPP UHDE با تولید سالانه 300.000 تن محصول، یکی از بزرگترین واحدهای پلیمری در ایران است. درکنار قابلیت تولید 26 گرید اصلی، این واحد توانایی تولید گریدهای مشکی، زرد، آبی، نارنجی و نرمال را نیز دارد. این ویژگیها در داخل کشور منحصر به پتروشیمی جم است.

## مسئولیت اجتماعی

تصویری از شرکت پتروشیمی جم

شرکت پتروشیمی جم با توجه ویژه به اکوسیستم کسب و کار و اعتقاد به نقش یکایک اعضاء در پایداری اکوسیستم، در تلاش مستمر بر شناسایی اثرات متقابل عناصر زیست بوم بوده و با تنظیم روابط در فضای همکاری-رقابت می‌کوشد تا برای دستیابی به چشم انداز خود که ترجیح مشتریان و مطلوب ذینفعان بودن است پیروز و صنعتی پیشرو در صنعت پتروشیمی ایران باشیم.

### بورسیه تحصیلی
طرح حمایت تحصیلی با رویکرد سرمایه‌گذاری اجتماعی ویژه دانش‌آموزان، دانشجویان و نخبگان علمی منطقه عسلویه که از حداقل امکانات مالی برای پیشرفت و ارتقای علمی برخوردار نیستند از سوی کمیته مسئولیت‌های اجتماعی پتروشیمی جم اتخاذ شده است.

## شرکت توسعه پادجم
شرکت توسعه پلیمر پادجم (سهامی خاص) به‌عنوان مجری طرح تولید ABS/Rubber توسط شرکت پتروشیمی جم در سال ۱۳۹۴ شمسی تأسیس شد. این طرح در منطقه ویژه اقتصادی انرژی پارس (عسلویه) در زمینی به مساحت ۱۵هکتار، با ظرفیت تولید ۲۰۰،۰۰۰ متریک تن ABS در سال و ۶۰،۰۰۰ متریک تن Rubber در سال، تحت لایسنس Versalis-Eni S.p.A در حال احداث است. گفته می‌شود این طرح پلیمری که مهندسی پایه خود را ازشرکت Tecnimont دریافت کرده، قادر به تولید ۹ گرید ABS و ۳ محصول Rubber در ۷ گرید گوناگون (برای اولین بار و به‌ صورت انحصاری در ایران) است. این طرح ۱۴ سال متوقف شده بود.

## شرکت های تابعه[۹]
- پتروشیمی جم پیلن
- توسعه پلیمر پادجم
- پتروشمیران
- شرکت توسعه پارک صنغتی گوهر افق
- توسعه پلیمر کنگان
- جم صنعت کاران

## بورس
شرکت پتروشیمی جم با نماد بورسی جم (پتروشیمی جم) با تعداد سهام 18B در بازار دوم بورس در گروه محصولات شیمیایی فعال است.